# Преспанско споразумение
Прѐспанското споразумѐние е международен акт, с който се решава Спорът за името на Република Македония. Това е двустранно споразумение между Гърция и Република Македония, постигнато с помощта на ООН. С него втората страна се преименува в Република Северна Македония и променя конституцията си, а Гърция подкрепя членството ѝ в НАТО и ЕС и установява стратегическо партньорство с нея.
Официалното име на документа е Окончателно споразумение за разрешаване на разликите, описани в резолюциите 817 (1993) и 845 (1993) на Съвета за сигурност на Организацията на обединените нации, за прекратяване на Временната спогодба от 1995 г. и за установяване на стратегическо партньорство между страните.

## История
Споразумението е постигнато след дълги преговори на 12 юни и е подписано на 17 юни 2018 г. в с. Нивици (Псарадес) на брега на Голямото преспанско езеро.
Споразумението е подписано от външните министри на двете страни Никос Кодзиас и Никола Димитров в присъствието на премиерите Алексис Ципрас и Зоран Заев. Подписано е също от свидетеля специалния представител на ООН Матю Нимиц. На церемонията присъстват също върховният представител за външни работи на ЕС Федерика Могерини и комисарят за разширяване Йоханес Хан.

## Прилагане
Събранието на Република Македония ратифицира Преспанското споразумение на 20 юни 2018 г. Промените в конституцията на страната, произтичащи от споразумението, са гласувани от Събранието окончателно на 11 януари 2019 г. От своя страна гръцкият парламент на 25 януари 2019 г. ратифицира споразумението. На 8 февруари 2019 г. той одобрява протокола за прием на северната съседка в НАТО. Скопие получава официална гръцка дипломатическа нота, информираща за гласуването в парламента, с което на 12 февруари 2019 г. вечерта Преспанското споразумение влиза в сила.